# 始興市

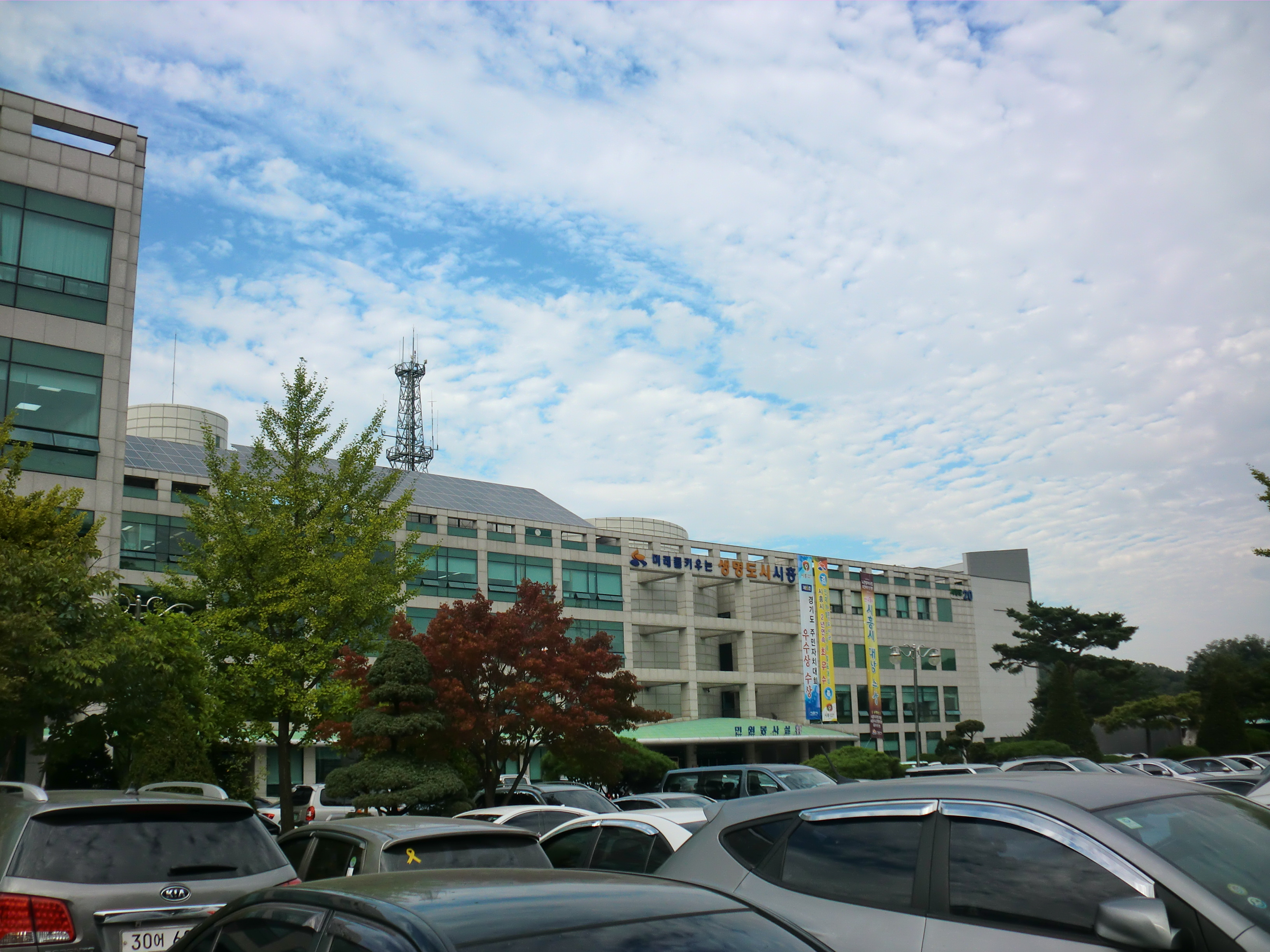
始興市庁

始興市（シフンし）は、大韓民国京畿道の西部にある市である。市庁間の距離でソウルの南西25kmに位置する。ソウルのベッドタウンであり、人口は1989年の市制施行時9万人ほどであった。2010年時点で総人口が約40万人で、2020年時点で総人口が50万人を超えているため、2022年1月より大都市に指定されている。そのうち外国人人口は1990年時点では数人だったが、2010年時点で約1万4千人で、2019年時点で約5万人である。人口は、市北部の大也洞・新川洞、中央部の蓮城洞、海岸部の正往洞と、集中地域が分散している。
市のスローガンは100 Years Of Promises. Siheung (시흥 100년의 약속, 始興100年の約束) 。
なお、下記の歴史節から分かるように、現在の始興市の領域は1914年以前の仁川府と安山郡の各一部で、1914年以前の始興は現在のソウル特別市衿川区始興洞を中心とした地域である。

## 歴史

### 始興市
- 1989年1月1日 - 始興郡蘇莱邑・秀岩面・君子面が合併し、始興市が発足。
- 1995年4月20日 - 一部を安山市に編入。

### 始興郡
- 1914年4月1日 - 郡面併合により、始興郡・果川郡および安山郡の一部を始興郡として編成。始興郡に以下の面が成立。（9面）
  - 北面・新東面・東面・西面・西二面・果川面・南面・秀岩面・君子面

| 改編前                             | 改編後 |
| ---------------------------------- | ------ |
| 始興郡郡内面、東面                 | 東面   |
| 始興郡西面、南面                   | 西面   |
| 始興郡上北面、下北面               | 北面   |
| 果川郡下北面                       | 北面   |
| 果川郡上西面、下西面               | 西二面 |
| 果川郡東面（注岩里を除く）、上北面 | 新東面 |
| 果川郡東面注岩里                   | 果川面 |
| 果川郡郡内面                       | 果川面 |
| 果川郡南面                         | 南面   |
| 安山郡郡内面、仁化面、草山面       | 秀岩面 |
| 安山郡大月面、馬遊面、瓦里面       | 君子面 |
| 1914년 | 1914년                                                                              | 현재            | 현재                                                                           |
| 面     | 里                                                                                  | 市・区          | 洞                                                                             |
| ------ | ----------------------------------------------------------------------------------- | --------------- | ------------------------------------------------------------------------------ |
| 北面   | 당산리、양평리、신길리、영등포리、도림리 일부                                       | ソウル 영등포구 | 당산동、양평동、신길동、영등포동、도림동、대림동、문래동                       |
| 北面   | 구로리、도림리 일부                                                                 | 서울 구로구     | 구로동、신도림동                                                               |
| 北面   | 노량진리、본동리、흑석리、동작리、번대방리 일부                                     | 서울 동작구     | 노량진동、본동、흑석동、동작동、대방동、신대방동                               |
| 新東面 | 사당리 일부                                                                         | 서울 동작구     | 사당동                                                                         |
| 新東面 | 잠실리、반포리、방배리、양재리、신원리、우면리、서초리                              | 서울 서초구     | 잠원동、반포동、방배동、양재동、원지동、우면동、서초동                         |
| 新東面 | 사당리 일부                                                                         | 서울 관악구     | 남현동                                                                         |
| 東面   | 신림리、봉천리                                                                      | 서울 관악구     | 신림동、봉천동                                                                 |
| 東面   | 상도리 일부                                                                         | 서울 동작구     | 상도1동、상도동                                                                |
| 東面   | 독산리、시흥리、가리봉리 일부                                                       | 서울 금천구     | 독산동、시흥동、가산동                                                         |
| 東面   | 가리봉리 일부                                                                       | 서울 구로구     | 가리봉동                                                                       |
| 東面   | 安養里                                                                              | 安養市 万安区   | 석수동                                                                         |
| 西面   | 일직리、소하리、철산리、하안리、광명리、노온사리、가학리                            | 광명시          | 일직동、소하동、철산동、하안동、광명동、노온사동、가학동                       |
| 西面   | 박달리                                                                              | 安養市 万安区   | 박달동                                                                         |
| 西二面 | 安養里                                                                              | 安養市 万安区   | 安養洞                                                                         |
| 西二面 | 일동리、이동리、비산리、호계리                                                      | 安養市 東安区   | 관양동、평촌동、비산동、호계동                                                 |
| 果川面 | 갈현리、하리、막계리、주암리、관문리 일부、문원리 일부                              | 果川市          | 갈현동、과천동、막계동、주암동、관문동、부림동、문원동、중앙동、원문동、별양동 |
| 南面   | 산본리、금정리、당리、당정리、부곡리                                                | 군포시          | 산본동、금정동、당동、당정동、부곡동                                           |
| 秀岩面 | 수암리、장상리、부곡리、양상리、성포리、장하리、월피리                              | 安山市 상록구   | 수암동、장상동、부곡동、양상동、성포동、장하동、월피동                         |
| 秀岩面 | 와리、고잔리、화정리 일부                                                           | 安山市 단원구   | 와동、고잔동、화정동                                                           |
| 秀岩面 | 능곡리、조남리、목감리、물왕리、산현리、하상리、광석리、논곡리、하중리、화정리 일부 | 始興市          | 능곡동、조남동、목감동、물왕동、산현동、하상동、광석동、논곡동、하중동、화정동 |
| 君子面 | 장현리、장곡리、월곶리、정왕리 일부、정왕리 일부、죽율리、군자리、거모리            | 始興市          | 장현동、장곡동、월곶동、정왕동、배곧동、죽율동、군자동、거모동                 |
| 君子面 | 선부리、초지리、원곡리、신길리、성곡리、목내리、원시리                              | 安山市 단원구   | 선부동、초지동、원곡동、신길동、성곡동、목내동、원시동                         |

- 1917年 - 北面の一部を永登浦面として分離。（10面）
- 1931年4月1日 - 永登浦面が永登浦邑に昇格。（1邑9面）
- 1936年4月1日 - 京城府の拡張に伴う行政区画見直し。（8面）
  - 永登浦邑および北面・東面のそれぞれ一部が京城府に編入。
  - 北面の残部が東面に編入。
- 1941年 - 西二面が安養面に改称。（8面）
- 1949年
  - 8月13日 - 東面の一部がソウル特別市永登浦区に編入。（8面）
  - 8月14日 - 安養面が安養邑に昇格。（1邑7面）
- 1963年1月1日（1邑6面）
  - 新東面および東面の一部がソウル特別市永登浦区に編入。
  - 東面の残部・西面の一部が安養邑に編入。
  - 華城郡日旺面の一部を移管し、儀旺面を設置。
- 1973年7月1日（7面）
  - 安養邑が安養市に昇格・分離。
  - 富川郡蘇莱面を編入。
- 1979年5月1日（2邑5面）
  - 西面が所下邑に昇格。
  - 南面が軍浦邑に昇格。
- 1980年12月1日（4邑3面）
  - 儀旺面が儀旺邑に昇格。
  - 蘇莱面が蘇莱邑に昇格。
- 1981年7月1日 - 所下邑が光明市に昇格・改称・分離。（3邑3面）
- 1983年2月15日（3邑3面）
  - 華城郡半月面の一部が儀旺邑に編入。
  - 蘇莱邑桂寿里・玉吉里の各一部が富川市に編入。
  - 蘇莱邑玉吉里の残部が光明市に編入。
- 1986年1月1日（3邑2面）
  - 果川面が果川市に昇格・分離。
  - 君子面・秀岩面のそれぞれ一部に華城郡半月面の一部を編入させ、安山市として昇格・分離。
- 1989年1月1日
  - 儀旺邑が儀旺市に昇格。
  - 軍浦邑が軍浦市に昇格。
  - 蘇莱邑・秀岩面・君子面を始興市に昇格。
  - これによって始興郡は廃止。

## 行政

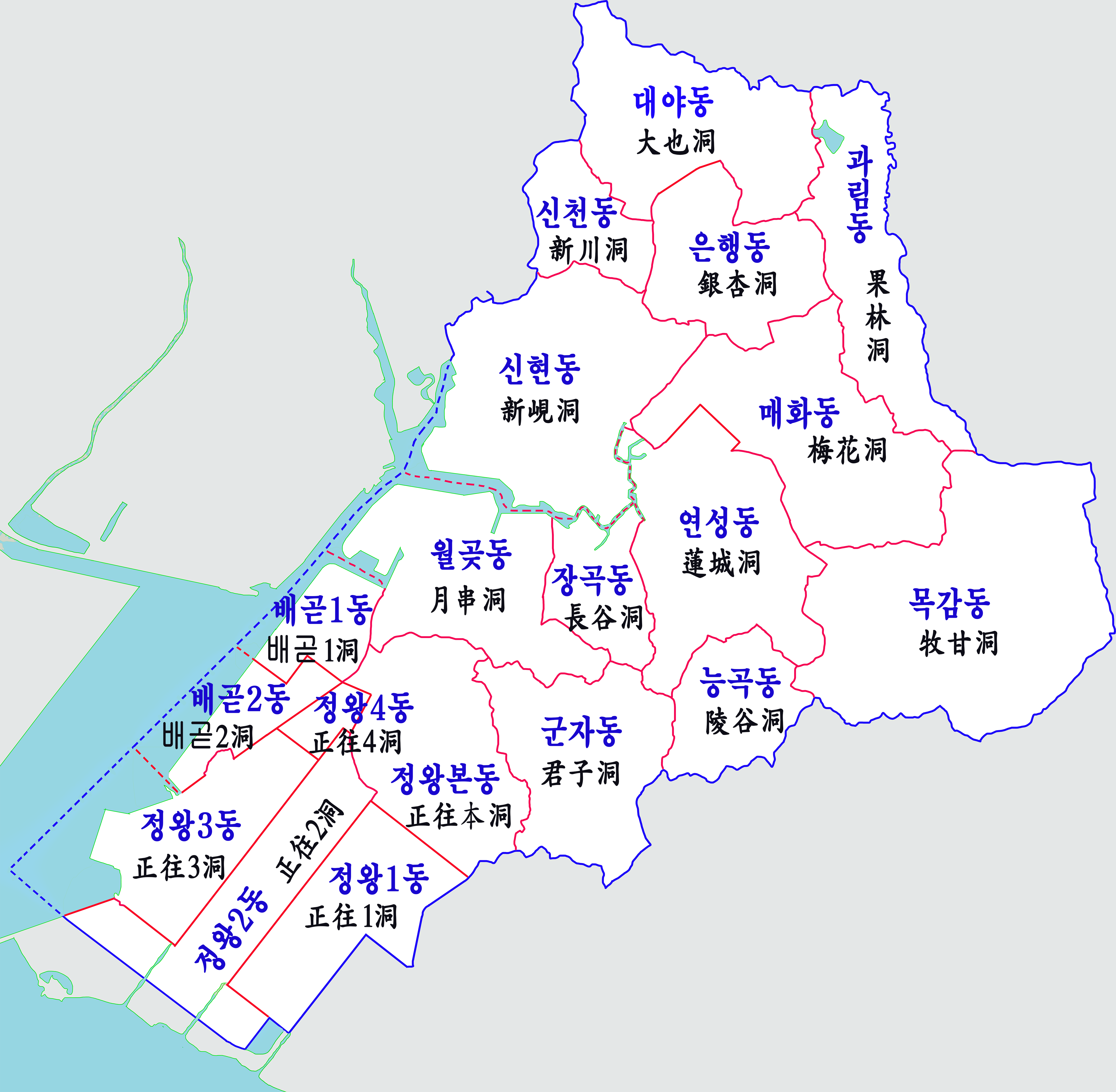
行政区域図

### 行政区域
| 行政洞       | 法定洞                                 |
| ------------ | -------------------------------------- |
| 大也洞       | 大也洞、桂寿洞                         |
| 新川洞       | 新川洞                                 |
| 新峴洞       | 芳山洞、浦洞、米山洞                   |
| 銀杏洞       | 銀杏洞、鞍峴洞                         |
| 梅花洞       | 梅花洞、道倉洞、錦李洞                 |
| 牧甘洞       | 物旺洞、山峴洞、鳥南洞、論谷洞、牧甘洞 |
| 君子洞       | 去毛洞、君子洞                         |
| 月串洞       | 月串洞                                 |
| 正往本洞     | 正往洞、竹栗洞                         |
| 正往1洞      | 正往洞                                 |
| 正往2洞      | 正往洞                                 |
| 正往3洞      | 正往洞                                 |
| 正往4洞      | 正往洞                                 |
| コブクソム洞 | 正往洞                                 |
| ペゴッ1洞    | ペゴッ洞                               |
| ペゴッ2洞    | ペゴッ洞                               |
| 果林洞       | 果林洞、茂芝内洞                       |
| 蓮城洞       | 下中洞、下上洞、広石洞、長峴洞         |
| 長谷洞       | 長谷洞                                 |
| 陵谷洞       | 花井洞、陵谷洞、広石洞、君子洞、長峴洞 |

### 警察
- 始興警察署

### 消防
- 始興消防署

## 交流都市
- 徳州市
  - 2005年5月18日に姉妹協定締結
- 文登市
  - 2006年9月6日に友好協力締結
- ロチェスター
  - 2006年10月17日に姉妹協定締結
- ムラカ
  - 2006年9月30日に友好協力締結
- 八王子市
  - 2006年11月7日に友好協力締結

## 教育
- 韓国産業技術大学校

## 交通

### 鉄道
- 韓国鉄道公社（KORAIL）
  - 安山線（首都圏電鉄4号線）：正往駅 - 烏耳島駅
  - 水仁線：正往駅 - 烏耳島駅 - 達月駅 - 月串駅
  - 西海線：始興大也駅 - 新川駅 - 新峴駅 - 始興市庁駅 - 始興陵谷駅

烏耳島駅へはソウル市内より首都圏電鉄4号線で結ばれており、ソウル駅駅からの所要時間は約1時間20分。2012年に水仁線が開業。
なお、京釜高速線が市内を通過するが、市内に駅は設置されていない。光明駅は市境より約2kmの位置であり利用可能。

### バス

#### 始華総合バスターミナル
市の南部、正往駅の南西1.2kmに位置する。
- 高速バスは、光州行きのみの運行で、1日3本。
- 市外バスは、安山駅・軍浦駅経由城南行きが多く運行されている。清州経由亀尾行き、全州行きもある。

#### 空港バス
市北部へは、仁川国際空港と富川を結ぶ便、金浦国際空港と安山を結ぶ便が、烏耳島地区へは仁川国際空港・金浦国際空港それぞれと安山を結ぶ便が経由する。

#### 市内バス
市北部・中部へは、首都圏電鉄1号線の素砂駅・開峰駅より安山市内バス、始興市内バスが多数運行されているほか、東仁川駅、江南駅への便もある。
烏耳島地区へは、水原駅・九老デジタル団地駅などへの便がある。

### 高速道路
- 西海岸高速道路（15号線）
  - 鳥南ジャンクション - 牧甘インターチェンジ
- 首都圏第一循環高速道路（100号線）
  - 始興インターチェンジ - 始興料金所（本線料金所） -  鞍峴ジャンクション - 道理ジャンクション - 鳥南ジャンクション
- 第二京仁高速道路（110号線）
  - 鞍峴ジャンクション - 新川インターチェンジ

### 国道
- 国道39号線 (韓国)
- 国道42号線 (韓国)（朝鮮語版）
- 国道77号

## 外部サイト
- 始興市公式サイト（韓国語）
- 始興市公式サイト（日本語）